# 李绣
李绣，广东博罗人，是一名明朝政治人物。
李绣曾于1465年接替何朝宗任崇明县知县一职，1465年由叶荣接任。